# К радости (фильм)
«К радости» (швед. Till glädje) — кинофильм шведского режиссёра Ингмара Бергмана, вышедший в 1950 году.

## Сюжет
В небольшом провинциальном оркестре появляются два новых скрипача — Марта и Стиг. Они старые знакомые, вместе учились в консерватории. Стиг — нелюдим, он весь погружён в работу, мечтает добиться больших высот. Марте же достаточно простого человеческого счастья, крепкой семьи, любящего мужа, но, несмотря на разницу в целях, они сходятся, между ними рождается любовь, и они заключают брак.
Марта беременна, она сообщает об этом Стигу, но он вовсе не рад: ему не до детей, ему надо репетировать. Всё же они преодолевают эту размолвку. Вскоре Стигу предоставляется возможность выбиться в примы, дирижёру срочно нужна замена солиста, и он выбирает Стига. Стиг уверен в своих силах, но проваливает выступление. Между супругами возникает разлад, Стига раздражает, что жена не поддерживает его, не понимает его таланта, ему кажется, она отдаляет его от цели. Марта рожает близнецов — мальчика и девочку.
Однако, несмотря на внешнее благополучие и действительную любовь между супругами, внутри зреет конфликт. Стигу невыносима мысль, что он — бездарность и ему никогда не добиться большего. Он находит утешение в объятьях местной распутницы Нелли, у которой есть муж, поощряющий романы своей жены. Марта решает уехать от мужа к бабушке, их ссора разрастается до предела, Стиг бросается на жену с кулаками. Они расстаются. Стиг бросает Нелли, он одинок и всё чаще вспоминает жену. Старая любовь вновь возрождается.
Марта с детьми уезжает на отдых, с собой она берёт спиртовку. Стиг репетирует, ему звонят — из трубки раздаются только рыдания. Он бросается домой, ему сообщают, что спиртовка взорвалась и Марта погибла.

## В ролях[1]
- Май-Бритт Нильссон — Марта
- Стиг Улин — Стиг
- Биргер Мальмстен — Марсель
- Йон Экман — Микаэль Бру
- Маргит Карлквист — Нелли Бру
- Виктор Шёстрём — Сёндербю

### Не указанные в титрах[2]
- Ингмар Бергман — отец, ожидающий в родильном доме
- Эрланд Юзефсон — Бертиль

## История создания
В основу фильма положены личные переживания Ингмара Бергмана, история его взаимоотношений со второй женой. Идея с оркестром родилась благодаря оркестру в Хельсингборге, репетиции которого Бергман часто посещал. Так Бергман заменил актёров музыкантами.
В фильме использована музыка Мендельсона, Моцарта, Сметаны и Бетховена. Франсуа Трюффо, который очень высоко оценивал эту картину отмечал, что  «Роль музыки в этом фильме весьма значительна; она сливается воедино с повествованием о скрипаче и оказывает сильное эмоциональное воздействие».
Сам Бергман невысоко оценивал эту картину, называя её «безнадёжно неровной» и «невероятной мелодрамой». В первоначальном сценарии истории со спиртовкой не было, супруги просто расходились.
Премьера состоялась 20 февраля 1950 года в кинотеатре «Спегельн».